# Donat Kurti
Donat Kurti OFM (ur. 3 września 1903 w Szkodrze, zm. 11 listopada 1983 w Szkodrze) – albański ksiądz katolicki, teolog, pisarz, folklorysta, więzień sumienia. 

## Życiorys
Po ukończeniu nauki w Szkodrze, w 1920 wstąpił do zakonu franciszkanów i wyjechał na studia teologiczne do Collegium Antonianum w Rzymie, które ukończył doktoratem. 24 września 1927 w Rzymie otrzymał święcenia kapłańskie. Po powrocie do Szkodry uczył w Collegium Illyricum, w 1938 zostając dyrektorem tej szkoły. W tym czasie rozpoczął badania nad albańskim folklorem, zwłaszcza nad pieśniami epickimi z północnej Albanii. W 1937 wspólnie z Bernardinem Palajem opracował i wydał zbiór pieśni i legend z albańskiego pogranicza. w latach 1940-1942 ukazały się dwa tomy bajek zebranych przez Kurtiego.
Po dojściu komunistów do władzy Donat Kurti został aresztowany 12 listopada 1946 i oskarżony o próbę utworzenia partii chrześcijańsko-demokratycznej, kształcenie młodzieży w duchu faszystowskim i ukrywanie broni palnej w świątyni. W styczniu 1948 skazany na karę śmierci jako wróg ludu.  Wyrok wkrótce zmieniono na karę dożywotniego więzienia. W więzieniach i obozach pracy (Szkodra, Burrel, Beden) Kurti spędził siedemnaście lat. Po wyjściu z więzienia w 1963 powrócił do pracy nad trzecim tomem bajek i nad historią prowincji franciszkańskiej w Albanii. Przygotowywał także tłumaczenie Nowego Testamentu na dialekt gegijski. Po 1967, kiedy Albanię ogłoszono państwem ateistycznym zaprzestał działalności duszpasterskiej i skoncentrował się na pisaniu. Ostatnie lata życia spędził w nędzy, mieszkając w baraku we wsi Fushe Firej k. Szkodry. Jego dzieła ukazały się drukiem w latach 2003-2005.
Imię Kurtiego nosi jedna z ulic w szkoderskiej dzielnicy Perash.

## Dzieła
- 1937: Kangë kreshnikësh dhe legenda (wspólnie z Bernardinem Palajem)
- 1940-1942: Prralla kombtare mbledhe prej gojës së popullit
- 2003: Provinca Françeskane Shqyptare ( e ripërtrime ne vj.1906 ) : skicë historike
- 2005: Visaret e kombit : kangë kreshnikësh dhe legjenda
- 2010: Zakone e doke shqiptare